# Etiópia az 1992. évi nyári olimpiai játékokon
Etiópia a spanyolországi Barcelonában megrendezett 1992. évi nyári olimpiai játékok egyik részt vevő nemzete volt. Az országot az olimpián 2 sportágban 20 sportoló képviselte, akik összesen 3 érmet szereztek.

## Érmesek
| Érem  | Versenyző    | Sportág  | Versenyszám    |
| ----- | ------------ | -------- | -------------- |
| Arany | Derartu Tulu | Atlétika | Női 10 000 m   |
| Bronz | Fita Bayissa | Atlétika | Férfi 5000 m   |
| Bronz | Addis Abebe  | Atlétika | Férfi 10 000 m |

## Atlétika
Férfi
| Versenyző      | Versenyszám     | Előfutam | Előfutam | Előfutam | Elődöntő | Elődöntő | Elődöntő | Döntő         | Döntő         |
| Versenyző      | Versenyszám     | Idő      | Hely.    | Össz.    | Idő      | Hely.    | Össz.    | Idő           | Helyezés      |
| -------------- | --------------- | -------- | -------- | -------- | -------- | -------- | -------- | ------------- | ------------- |
| Mitiku Megersa | 1500 m          | 3:41,54  | 8.       | 23.      | kiesett  | kiesett  | kiesett  | kiesett       | kiesett       |
| Hailu Zewde    | 1500 m          | 3:47,79  | 9.       | 35.      | kiesett  | kiesett  | kiesett  | kiesett       | kiesett       |
| Worku Bikila   | 5000 m          | 13:32,93 | 1.       | 10.      |          |          |          | 13:23,52      | 6.            |
| Addis Abebe    | 5000 m          | 13:40,76 | 6.       | 21.      |          |          |          | kiesett       | kiesett       |
| Addis Abebe    | 10 000 m        | 28:15,76 | 4.       | 4.       |          |          |          | 28:00,07      |               |
| Fita Bayissa   | 10 000 m        | 28:23,55 | 1.       | 10.      |          |          |          | 28:27,68      | 9.            |
| Fita Bayissa   | 5000 m          | 13:31,24 | 2.       | 7.       |          |          |          | 13:13,03      |               |
| Zerehune Gizaw | Maraton         |          |          |          |          |          |          | 2:28:25       | 61.           |
| Abebe Mekonnen | Maraton         |          |          |          |          |          |          | nem ért célba | nem ért célba |
| Tena Negere    | Maraton         |          |          |          |          |          |          | 2:17:07       | 23.           |
| Shemisu Hassan | 20 km gyaloglás |          |          |          |          |          |          | 1:32:39       | 25.           |

Női
| Versenyző          | Versenyszám | Előfutam | Előfutam | Előfutam | Elődöntő | Elődöntő | Elődöntő | Döntő    | Döntő    |
| Versenyző          | Versenyszám | Idő      | Hely.    | Össz.    | Idő      | Hely.    | Össz.    | Idő      | Helyezés |
| ------------------ | ----------- | -------- | -------- | -------- | -------- | -------- | -------- | -------- | -------- |
| Zewdie Hailemariam | 800 m       | 2:11,60  | 6.       | 30.      | kiesett  | kiesett  | kiesett  | kiesett  | kiesett  |
| Gete Urge          | 1500 m      | 4:18,09  | 11.      | 28.      | kiesett  | kiesett  | kiesett  | kiesett  | kiesett  |
| Tigist Moreda      | 10 000 m    | 32:14,42 | 8.       | 10.      |          |          |          | 34:05,56 | 18.      |
| Derartu Tulu       | 10 000 m    | 31:55,67 | 1.       | 1.       |          |          |          | 31:06,02 |          |
| Luchia Yishak      | 10 000 m    | 34:12,16 | 21.      | 37.      |          |          |          | kiesett  | kiesett  |
| Addis Gezahegn     | Maraton     |          |          |          |          |          |          | 2:58:57  | 30.      |

## Kerékpározás

### Országúti kerékpározás
Férfi
| Versenyző                                              | Versenyszám     | Idő             | Helyezés      |
| ------------------------------------------------------ | --------------- | --------------- | ------------- |
| Biruk Abebe                                            | Mezőnyverseny   | nem ért célba   | nem ért célba |
| Asmelash Geyesus                                       | Mezőnyverseny   | nem ért célba   | nem ért célba |
| Tekle Hailemikael                                      | Mezőnyverseny   | nem ért célba   | nem ért célba |
| Biruk Abebe Hailu Fana Asmelash Geyesus Daniel Tesfaye | Csapat időfutam | 2:45:43(+44:04) | 28.           |